# Callitrichales
De Callitrichales zijn een zelden erkende orde van planten. De naam is gevormd uit de familienaam Callitrichaceae. Een orde onder deze naam wordt zelden erkend door systemen voor plantentaxonomie.
Het Cronquist-systeem (1981) gebruikte deze naam voor een orde, geplaatst in de onderklasse Asteridae, met de volgende samenstelling:
- orde Callitrichales
  - familie Callitrichaceae
  - familie Hippuridaceae
  - familie Hydrostachyaceae

In het APG II-systeem (2003) wordt niet een dergelijke orde erkend. De families Callitrichaceae en Hippuridaceae worden ingevoegd bij de, sterk uitgebreide, weegbreefamilie (Plantaginaceae). De familie Hydrostachyaceae wordt ingedeeld in de orde Cornales.